# Tovomita mangle
Tovomita mangle är en tvåhjärtbladig växtart som beskrevs av G. Mariz. Tovomita mangle ingår i släktet Tovomita och familjen Clusiaceae. Inga underarter finns listade i Catalogue of Life.